# Episodi di Avventure ad High River (seconda stagione)
La seconda stagione della serie televisiva Avventure ad High River è stata trasmessa in anteprima negli Stati Uniti d'America dalla Nickelodeon tra il 7 ottobre 2000 e il 22 aprile 2001.
| nº | Titolo originale     | Titolo italiano | Prima TV USA     | Prima TV Italia |
| -- | -------------------- | --------------- | ---------------- | --------------- |
| 1  | The Present (Part 1) |                 | 7 ottobre 2000   |                 |
| 2  | The Present (Part 2) |                 | 7 ottobre 2000   |                 |
| 3  | Money Walks          |                 | 14 ottobre 2000  |                 |
| 4  | Principles           |                 | 21 ottobre 2000  |                 |
| 5  | Free Fall            |                 | 4 novembre 2000  |                 |
| 6  | Beautiful Dreamers   |                 | 18 novembre 2000 |                 |
| 7  | Tremor               |                 | 4 novembre 2000  |                 |
| 8  | All Night Long       |                 | 14 gennaio 2001  |                 |
| 9  | The Easy Way         |                 | 16 dicembre 2000 |                 |
| 10 | Belated Birthday     |                 | 21 gennaio 2001  |                 |
| 11 | Cows & Effects       |                 | 6 agosto 2000    |                 |
| 12 | Icicle               |                 | 18 febbraio 2001 |                 |
| 13 | Side Kicks           |                 | 25 febbraio 2001 |                 |
| 14 | Outlaws              |                 | 4 marzo 2001     |                 |
| 15 | Unplugged            |                 | 11 marzo 2001    |                 |
| 16 | Dr. Truth            |                 | 18 marzo 2001    |                 |
| 17 | Chemistry            |                 | 25 marzo 2001    |                 |
| 18 | Little Sister        |                 | 1 aprile 2001    |                 |
| 19 | Juliet & Her Romeo   |                 | 22 aprile 2001   |                 |